# Noortje van Oostveen
Eleonore Jacqueline (Noortje) van Oostveen (Zutphen, 20 maart 1944) is een Nederlands journalist, nieuwslezeres, presentatrice, eindredactrice en voorlichter.

## Biografie

### Jeugd
Van Oostveen werd geboren als jongste van de vijf kinderen van Gijsbert van Oostveen, medewerker van verzekeringsmaatschappij De Onderlinge ’s-Gravenhage, en Co Both. Haar vader werd aan het eind van de Tweede Wereldoorlog op 31 maart 1945 als verzetsstrijder geëxecuteerd.
Van Oostveen volgde het gymnasium in Zeist. Omdat ze journalist wilde worden maar niet goed wist hoe ze dat moest aanpakken, ging ze in 1963 Nederlands studeren. Na drie jaar stapte ze in 1966 over naar de net opgerichte School voor Journalistiek. Intussen was in 1964 ook haar moeder overleden.

### Carrière
Tijdens haar studie liep ze stage bij de NCRV en bij het Utrechts Nieuwsblad. Na haar afstuderen werkte ze bij de radioafdeling van de NCRV, onder andere als verslaggever bij Hier en Nu. Van 1982 tot 1987 was ze nieuwslezeres bij het NOS Journaal. Ze haalde daar Elleke van Doorn binnen als tweede vrouw. Daarna werkte ze nog twee jaar als eindredacteur van het halfzesjournaal. In die tijd trok ze Pia Dijkstra aan als presentatrice en redacteur van het NOS Journaal. In 1989 verliet ze de radio-en-televisiewereld om voorlichtster te worden bij de gemeente Amsterdam. Ze was onder andere voorlichter van burgemeester Van Thijn ten tijde van de Bijlmerramp. Van Oostveen vertrok begin 1995.
Tot haar 66e was zij zelfstandig communicatieadviseur te Amsterdam. Daarna was zij vanaf 1997 media-adviseur van PvdA-leider Wim Kok. Zoals te zien in de documentaire De keuken van Kok (1998).
Van Oostveen is bestuurslid geweest van onder meer het Nationaal Comité 4 en 5 mei. In 1994 deed ze onderzoek naar de laatste weken van haar vader. Ze deed hiervan verslag in Vrij Nederland, in het artikel Een executie op de IJsselkade. De moord op Gijsbert van Oostveen. In Zutphen is er een straat naar haar vader genoemd.
In 2016 presenteerde ze nog één keer het Nieuws in het kader van het 60-jarige jubileum van het NOS Journaal.

### Privé
Van Oostveen is getrouwd met Albert van den Heuvel. Ze wonen in Amsterdam. Toen Willem Smitt in het weekblad Privé ten onrechte had gemeld dat Van Oostveen zwanger was, zou Van den Heuvel overal zijn gefeliciteerd. Smitt zou een rectificatie hebben aangeboden, maar het echtpaar spande een kort geding aan. De rechter, mr. Asscher, zou de zaak hebben afgeblazen. Nadat deze versie van de geschiedenis in september 1992 door Hetty Nietsch in Trouw was gepubliceerd, schreef het echtpaar een brief waarin het verklaarde dat Smitt ondanks zijn hevig verzet door de rechter was opgelegd zowel op de omslag als in het blad een door zijn tegenpartij goedgekeurde rectificatie te plaatsen. Dit was volgens Van Oostveen en Van den Heuvel ook geschied. Hierop stuurde Smitt ook een brief naar Trouw waarin hij op zijn beurt verklaarde dat de rechter interventie nu juist overbodig had geacht omdat er al een aanbod tot rectificatie lag.

## Trivia
- Haar stem werd gebruikt voor de oorspronkelijke halteafroepen in de CAF-metrostellen van het GVB in Amsterdam.